# 마르코니역 (로마 지하철)
마르코니역(이탈리아어: Marconi)은 로마 지하철 B선의 역 중 하나이다. 이 역은 오스티엔세 가(via Ostiense)와 굴리엘모 마르코니 가 사이 밑에 위치해 있으며, 역명도 굴리엘모 마르코니를 따서 지어졌다.
이 역이 개통하기 전에는 EUR 마르코니역이 존재했지만, 이후에는 EUR 팔라스포르트 역으로 개명했다.

## 시설
마르코니 역에는 다음과 같은 시설이 있다.
- 매표기
- 장애인 전용 승차시설
- 역 감시카메라 (CCTV)

## 역 주변
- 로마 트레 대학교
- (옛날의) 폰테 마르코니 개 경기장 (cinodromo di Ponte Marconi)
- 마르코니 다리 - 여기서부터 티베르강을 따라서 오스티아 안티카까지 모터보트를 운행한다.